# Orchestral Manoeuvres in the Dark (альбом)
«Orchestral Manoeuvres in the Dark» — дебютный студийный альбом английской электронной группы Orchestral Manoeuvres in the Dark (OMD), выпущенный 22 февраля 1980 года лейблом Dindisc. Альбом был записан в студии группы в Ливерпуле в стиле минималистичного синти-попа. Альбом достиг 27-го места в чарте альбомов Великобритании. Синглы «Electricity» и «Red Frame/White Light» были выпущены в качестве синглов; перезаписанная версия песни «Messages», ранее записанная участниками группы под названием The Id, принесла OMD их первый хит в Великобритании, достигнув 13-го места.
Большая часть содержания альбома сосредоточена на темах войны, при этом OMD исследуют «пределы, на которые люди могут пойти в условиях, выходящих за рамки нормы». Хотя «Orchestral Manoeuvres in the Dark» стал «спящим хитом» и получил положительные отзывы, участники группы впоследствии выразили неудовлетворённость тем, сколько сил они вложили в запись альбома. Фронтмен Энди МакКласки впоследствии оценил его как «наивный». Альбом был отремастерен и переиздан в 2003 году с шестью бонус-треками, включая сингловую версию «Messages».
«Orchestral Manoeuvres in the Dark» также является названием альбома-сборника группы 1981 года, выпущенным для американского рынка, с песнями из этого альбома и второго альбома OMD («Organisation»).

## История создания альбома
Вместо того чтобы арендовать студийное время для записи альбома, создатели OMD Энди МакКласки и Пол Хамфрис использовали авансовый платеж от лейбла Dindisc для постройки собственной студии в Ливерпуле под названием The Gramophone Suite. Участники группы полагали, что их могут уволить, если альбом будет плохо продаваться, но, по крайней мере, у них будет своя студия. Помимо купленных задёшево инструментов, МакКласки и Хамфрис использовали недорогой синтезатор Korg M500 Micro-Preset, который был оплачен в рассрочку.   Во время записи альбома из-за похищения стройматериалов в новой студии протекала крыша, поэтому МакКласки пришлось записывать свои вокальные партии под зонтом.
Dindisc назначил дату выхода альбома на февраль 1980 года, дав три недели на запись под наблюдением менеджера Пола Коллистра. Включенные в альбом треки были написаны в течение предыдущих четырех лет: «Electricity» (первая композиция, написанная МакКласки и Хамфрисом), «Julia's Song» и «The Misunderstanding» остались с предыдущей группы МакКласки и Хамфриса, группы The Id. Версия «Electricity» была выпущена в качестве дебютного сингла OMD в 1979 году и включала раннюю версию «Almost» на стороне B. Две песни — «Pretending to See the Future» и «The Messerschmitt Twins», МакКласки и Хамфрису пришлось написать «с плеча», чтобы завершить список треков. Большая часть содержания сосредоточена на темах войны; МакКласки отметил, что группа исследовала «пределы, на которые люди могут пойти в условиях, выходящих за рамки нормы».
Хотя группа по-прежнему в основном состояла из дуэта, выступающего вместе с 4-дорожечным магнитофоном TEAC, прозванным «Уинстон», OMD привлекли Мартина Купера и Малкольма Холмса. Оба музыканта стали постоянными участниками группы в следующем году (последний выступал с МакКласки и Хамфрисом в The Id). Купер играл на саксофоне в «Mystereality», в то время как Холмс обеспечивал перкуссию в «Julia's Song»; Дэйв Фэрберн играл на гитаре в этом треке, а также в «Messages».
Kraftwerk, Neu! и Брайан Ино повлияли и послужили ключевыми источниками вдохновения для группы во время создания альбома, который был записан в минималистичном синтипоп-стиле. Биограф группы Джонни Уоллер описал готовый альбом как «по сути студийную версию их живого выступления» тех времён.
Группа была недовольна усилиями, вложенными в создание «Orchestral Manoeuvres in the Dark». Пол Хамфрис утверждал: «Мы половину времени не знали, что делаем». Тем не менее, МакКласки считает, что «оглядываясь назад, можно сказать, что альбом полон энергии, имеет свою наивность и очарование».

## Обложка
Обложка «Orchestral Manoeuvres in the Dark» была создана графическим дизайнером Питером Сэвиллом и интерьерным дизайнером Беном Келли на основе двери, дизайн которой придумал Келли. Она имела вырезанную на синем фоне перфорацию в виде сетки, через которую была видна оранжевая внутренняя обложка. Сэвилл и Келли получили награду Designers and Art Directors Award за свою работу. В 2019 году МакКласки похвалил обложку, сказав о ней: «И по сей день я думаю, что половина людей купила [альбом] из-за обложки Питера Сэвилла».
МакКласки заявил, что OMD в то время не полностью понимали систему роялти и что у группы «была обложка, стоимость производства которой была настолько велика, что за каждую проданную пластинку мы едва зарабатывали копейки». Кэрол Уилсон из Dindisc опровергла это, утверждая, что стоимость обложки для группы была контрактно фиксирована и что расходы взял на себя лейбл.

## Критика
| Оценки критиков                | Оценки критиков |
| Источник                       | Оценка          |
| ------------------------------ | --------------- |
| All Music Guide to Electronica | [ 11 ]          |
| The Big Issue                  | [ 12 ]          |
| Muzik                          | [ 13 ]          |
| Pitchfork                      | 7.3/10          |
| Q                              | [ 15 ]          |
| Record Mirror                  | [ 16 ]          |
| The Rolling Stone Album Guide  | [ 17 ]          |
| Smash Hits                     | 7½/10           |
| Sounds                         | [ 19 ]          |
| Tom Hull – on the Web          | A−              |

Отзывы на дебютный альбом OMD были положительными. Пол Морли из NME написал: «Дебютный альбом OMD – один из лучших в этом году... Как прекрасны и разнообразны их мелодии, насколько детализированы и индивидуальны их структуры песен. Это гораздо более разнообразно и неожиданно, часто возбуждающе и всегда захватывающе, чем утверждают противники». Издание Sounds назвало OMD «самой изобретательной из всех новых мерсисайдских групп», отметив, что им удалось «провернуть традиционно самый большой риск в роке: создать полностью увлекательную, удовлетворяющую музыку без ведущей гитары». Ред Старр из Smash Hits описал альбом как «странный альбом от странного дуэта, иногда бодрый и чистый синтезаторный поп, иногда странные и интригующие электронные экскурсии... Купите его и научитесь любить его».
«Orchestral Manoeuvres in the Dark» был признан выдающимся альбомом в контексте современного синтипопа. В восторженной рецензии для The Face Адриан Триллс сравнил «мелодическую непосредственность» OMD с «наполненным тошнотворной рефлексией футуристическим андроид-попом» последователей [Гэри] Ньюмана/[Джона] Фокса и объявил, что альбом имеет «намного больше глубины», чем дебютный альбом Human League «Reproduction». Симон Ладгейт из Record Mirror заметил эмоциональную резонансность, которой ему не хватало в синтипопе, и рекомендовал альбом за его «коварные ритмы и мелодии», а также образы, которые «меняются при каждом прослушивании». В The Age Джон Тирдс отметил, что альбом, возможно, является «лучшей синтезаторной музыкой, появившейся в 1980 году». Альбом стал 60-м по объему продаж в Великобритании в 1980 году.
В ретроспективной оценке Trouser Press назвал альбом «демонстрацией стильного электро-попа» с «талантом к мелодиям и хукам». Стив Макдональд в рецензии для «All Music Guide to Electronica» (2001) отметил, что это «очень причудливый, нервный альбом часового синтипопа, который избегал жесткого ритма, навязанного примитивной технологией, в основном благодаря дёрганому, нервному басу и вокалу Энди МакКласки». Скотт Плагенхофф из Pitchfork написал, что «авантюрное сочетание драмы и пафоса – и его намёки на более ритмичную сторону краутрока – возвысили [OMD] над шаблоном [Брайана] Ино/Крафтверка, к которому прилипли многие из их сверстников». Дэйв Сигал из The Stranger охарактеризовал альбом как «шедевр завораживающих мелодий, очаровательных ритмов и ангельских вокалов».

## Культурное влияние
Джозеф Бернетт из The Quietus назвал «Orchestral Manoeuvres in the Dark» «одним из ключевых ранних британских альбомов в жанре синтипоп/рок». Критик из Herald Никола Миган отметила его как первый из «четырех жизненно важных и влиятельных альбомов» OMD, предшествующих «Organisation» (1980), «Architecture & Morality» (1981) и «Dazzle Ships» (1983). Альбом неоднократно упоминался в списках лучших записей 1980-х, а также в различных рейтингах «Лучшее из 80-х». Читатели Classic Pop проголосовали за альбом как за 71-й величайший альбом десятилетия, тогда как редакция журнала поместила его на 26-е место в списке «Топ-40 дебютных альбомов 80-х». Слушатели радиостанции 89.3 The Current поставили «Orchestral Manoeuvres in the Dark» на 291-е место в списке «893 Essential Debut Albums».
Альбом оказал формирующее влияние на электронную группу Depeche Mode. Изначальный лидер группы Винс Кларк (впоследствии основавший Yazoo и Erasure) назвал этот альбом своим любимым и важным в начале своей карьеры как синтезаторщика. Моби также упомянул «феноменальный» альбом как вдохновляющий, в то время как физик и музыкант Брайан Кокс отметил его как значительное влияние, так и личное предпочтение. Джеймс Мёрфи из LCD Soundsystem «постоянно» слушал «Orchestral Manoeuvres in the Dark» и последующий альбом «Organisation» во время записи «This Is Happening» (2010). Leftfield использовали сэмпл «Almost» в своей композиции «Snakeblood» (без указания авторства), которая вошла в саундтрек к фильму «Пляж» (2000).
«Orchestral Manoeuvres in the Dark» публично поддерживалась рок-группой ZZ Top, которая покупала альбом и воспроизводила его через звуковую систему на концертах. Альбом также получил одобрение от Нила Теннанта, вокалиста Pet Shop Boys, басиста No Doubt Тони Кана и лидера Spandau Ballet Гэри Кемпа, который отметил, что альбом «так опережал свое время». Вокалист U2 Боно вспоминал, как «лежал на кровати, уставившись» на свой постер с обложкой альбома в начале 1980-х.

## Список композиций
Все песни были написаны Энди МаКласки и Полом Хамфрисом, за исключением указанных случаев.

### Оригинальный выпуск
Выпущенный на LP и компакт-кассете, альбом был хорошо сбалансирован по времени воспроизведения: 18:23 на стороне A и 18:44 на стороне B (песни с 1 по 5 на стороне А и с 6 по 10 на стороне B). Французское кассетное издание 1980 года, предложенное в рамках линии Collection Chrome с высокой производительностью, примечательно тем, что использует более дорогую хромовую диоксидную ленту вместо стандартной ферритовой ленты. В этом издании указаны несколько другие времена звучания: 17:36 и 18:23 соответственно.
| Номер | Название                     | Авторы                                   | Длительность |
| ----- | ---------------------------- | ---------------------------------------- | ------------ |
| 1     | Bunker Soldiers              | Энди МаКласки, Пол Хамфрис               | 2:51         |
| 2     | Almost                       | Энди МаКласки, Пол Хамфрис               | 3:40         |
| 3     | Mystereality                 | Энди МаКласки, Пол Хамфрис               | 2:42         |
| 4     | Electricity                  | Энди МаКласки, Пол Хамфрис               | 3:32         |
| 5     | The Messerschmitt Twins      | Энди МаКласки, Пол Хамфрис               | 5:38         |
| 6     | Messages                     | Энди МаКласки, Пол Хамфрис               | 4:06         |
| 7     | Julia's Song                 | Энди МаКласки, Пол Хамфрис, Джулия Книле | 4:40         |
| 8     | Red Frame/White Light        | Энди МаКласки, Пол Хамфрис               | 3:10         |
| 9     | Dancing (Instrumental)       | Энди МаКласки, Пол Хамфрис               | 3:00         |
| 10    | Pretending to See the Future | Энди МаКласки, Пол Хамфрис               | 3:48         |

#### Выпуск в США (O.M.D.)
Компиляция 1981 года в США, также использующая название группы в качестве заголовка релиза, собирает материал из первых двух альбомов OMD и использует версию обложки с другим цветом и без вырезов, отличающуюся от дебютного LP.
Первые 6 песен на стороне A, с 7 по 11 — на стороне B.
| Номер | Название             | Авторы                                   | Длительность |
| ----- | -------------------- | ---------------------------------------- | ------------ |
| 1     | Enola Gay            | Энди МаКласки                            | 3:31         |
| 2     | 2nd Thought          | Энди МаКласки                            | 4:12         |
| 3     | Bunker Soldiers      | Энди МаКласки, Пол Хамфрис               | 2:51         |
| 4     | Almost               | Энди МаКласки, Пол Хамфрис               | 3:46         |
| 5     | Electricity          | Энди МаКласки, Пол Хамфрис               | 3:32         |
| 6     | Statues              | Энди МаКласки, Пол Хамфрис               | 4:08         |
| 7     | The Misunderstanding | Энди МаКласки, Пол Хамфрис               | 4:45         |
| 8     | Julia's Song         | Энди МаКласки, Пол Хамфрис, Джулия Книле | 4:32         |
| 9     | Motion And Heart     | Энди МаКласки, Пол Хамфрис               | 3:13         |
| 10    | Messages             | Энди МаКласки, Пол Хамфрис               | 3:59         |
| 11    | Stanlow              | Энди МаКласки, Пол Хамфрис               | 6:30         |

#### Ремастированное CD-издание с бонусными треками
| Номер | Название                     | Авторы                                   | Длительность |
| ----- | ---------------------------- | ---------------------------------------- | ------------ |
| 1     | Bunker Soldiers              | Энди МаКласки, Пол Хамфрис               | 2:54         |
| 2     | Almost                       | Энди МаКласки, Пол Хамфрис               | 3:44         |
| 3     | Mystereality                 | Энди МаКласки, Пол Хамфрис               | 2:45         |
| 4     | Electricity                  | Энди МаКласки, Пол Хамфрис               | 3:39         |
| 5     | The Messerschmitt Twins      | Энди МаКласки, Пол Хамфрис               | 5:41         |
| 6     | Messages                     | Энди МаКласки, Пол Хамфрис               | 4:12         |
| 7     | Julia's Song                 | Энди МаКласки, Пол Хамфрис, Джулия Книле | 4:41         |
| 8     | Red Frame/White Light        | Энди МаКласки, Пол Хамфрис               | 3:12         |
| 9     | Dancing (Instrumental)       | Энди МаКласки, Пол Хамфрис               | 2:59         |
| 10    | Pretending to See the Future | Энди МаКласки, Пол Хамфрис               | 3:48         |

Бонусные треки
| Номер | Название                                    | Авторы                     | Длительность |
| ----- | ------------------------------------------- | -------------------------- | ------------ |
| 11    | Messages (Single version)                   | Энди МаКласки, Пол Хамфрис | 4:46         |
| 12    | I Betray My Friends                         | Энди МаКласки, Пол Хамфрис | 3:53         |
| 13    | Taking Sides Again (Instrumental)           | Энди МаКласки, Пол Хамфрис | 4:23         |
| 14    | Waiting for the Man                         | Лу Рид                     | 3:00         |
| 15    | Electricity (Hannett/Cargo Studios Version) | Энди МаКласки, Пол Хамфрис | 3:37         |
| 16    | Almost (Hannett/Cargo Studios Version)      | Энди МаКласки, Пол Хамфрис | 3:51         |

## Участники записи
- Энди МаКласки – вокал, бас-гитара, клавишные, электронные ударные, программирование ударных.
- Пол Хамфрис – клавишные, вокал, перкуссия, электронные ударные, программирование ударных.

### Дополнительные музыканты
- Малколм Холмс – перкуссия в "Julia's Song"
- Мартин Купер – саксофон в "Mystereality"
- Дэйв Фэйрбэрн – гитара в "Messages" и "Julia's Song"

## Место в чартах

### Недельные чарты
| Chart (1980)                     | Peak position |
| -------------------------------- | ------------- |
| Новая Зеландия (RMNZ)            | 49            |
| Великобритания (UK Albums Chart) | 27            |

### Годовые чарты
| Chart (1980)    | Position |
| --------------- | -------- |
| UK Albums (OCC) | 74       |

| Регион                                                      | Сертификация | Продажи  |
| ----------------------------------------------------------- | ------------ | -------- |
| Великобритания (BPI)                                        | Золотой      | 100 000^ |
| ^ Данные о тиражах приведены только на основе сертификации. |              |          |